# Église Notre-Dame de la Garoupe
Pour les articles homonymes, voir Église Notre-Dame.
L'église Notre-Dame de la Garoupe est une église catholique de style roman provençal du XIVe siècle, située à Antibes dans le département des Alpes-Maritimes. Elle est inscrite aux monuments historiques depuis le 29 octobre 1926.

## Géographie
Cette église est construite sur le sommet du plateau de la Garoupe de la presqu'île du cap d'Antibes, face à la mer Méditerranée, voisine de la chapelle Notre-Dame des Sept Douleurs, et des phare de la Garoupe et sémaphore de la Garoupe. 

## Historique et présentation
Ancien oppidum ligure, ce site a connu depuis longtemps une vocation religieuse. Les Romains de l'Antiquité y célébraient la déesse de la Lune Séléné de la mythologie romaine. Au Ve siècle, un oratoire est érigé, dédié à sainte Hélène, à la suite de son escale à Antibes (alors Antipolis) durant son retour de Jérusalem. L'édification d'une première chapelle remonte au Moyen Âge. Vers 1520, les Cordeliers y bâtissent un couvent dont le sanctuaire est dédié à Notre-Dame de la Garde grâce à un don de René de Savoie.

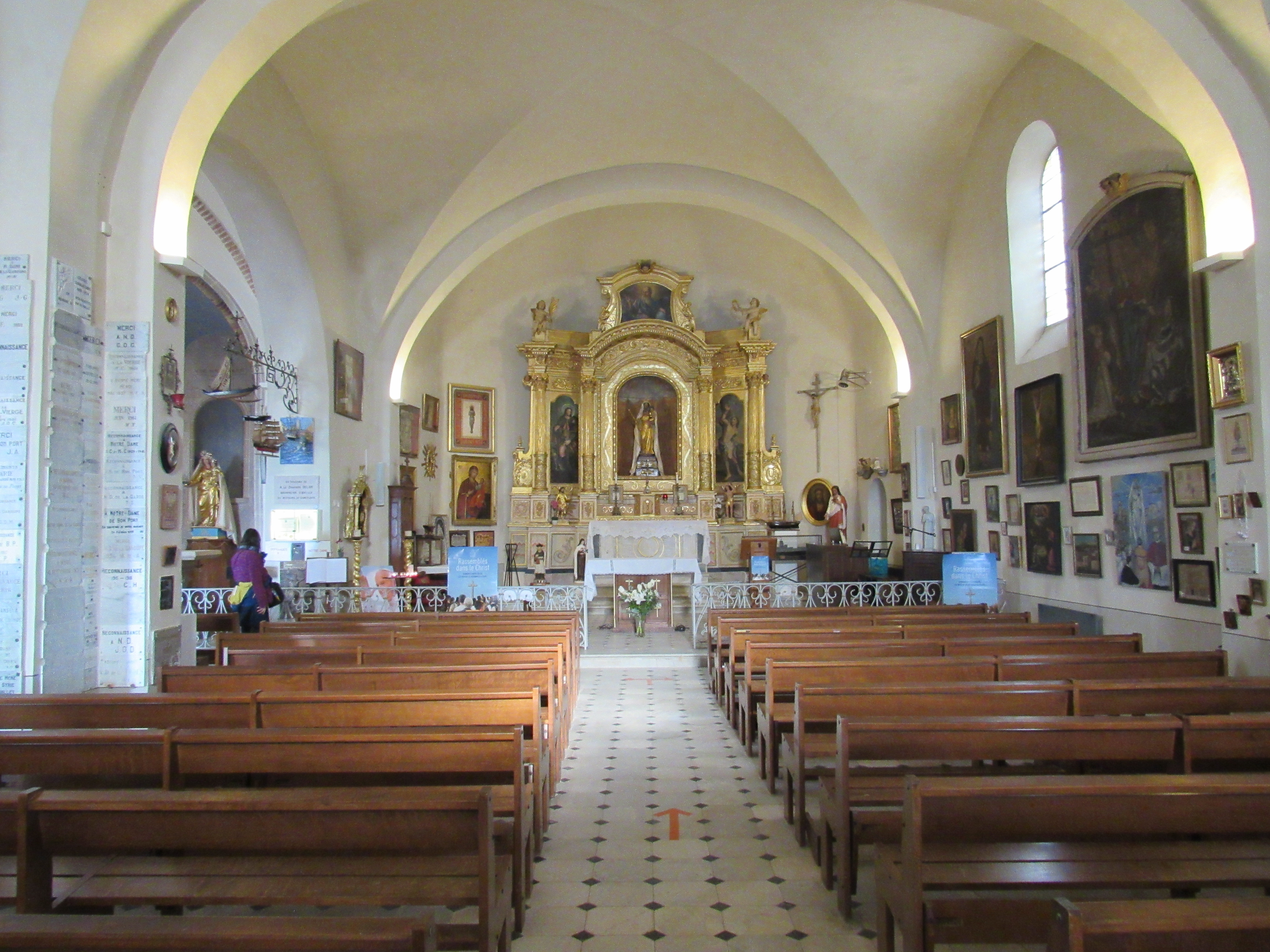
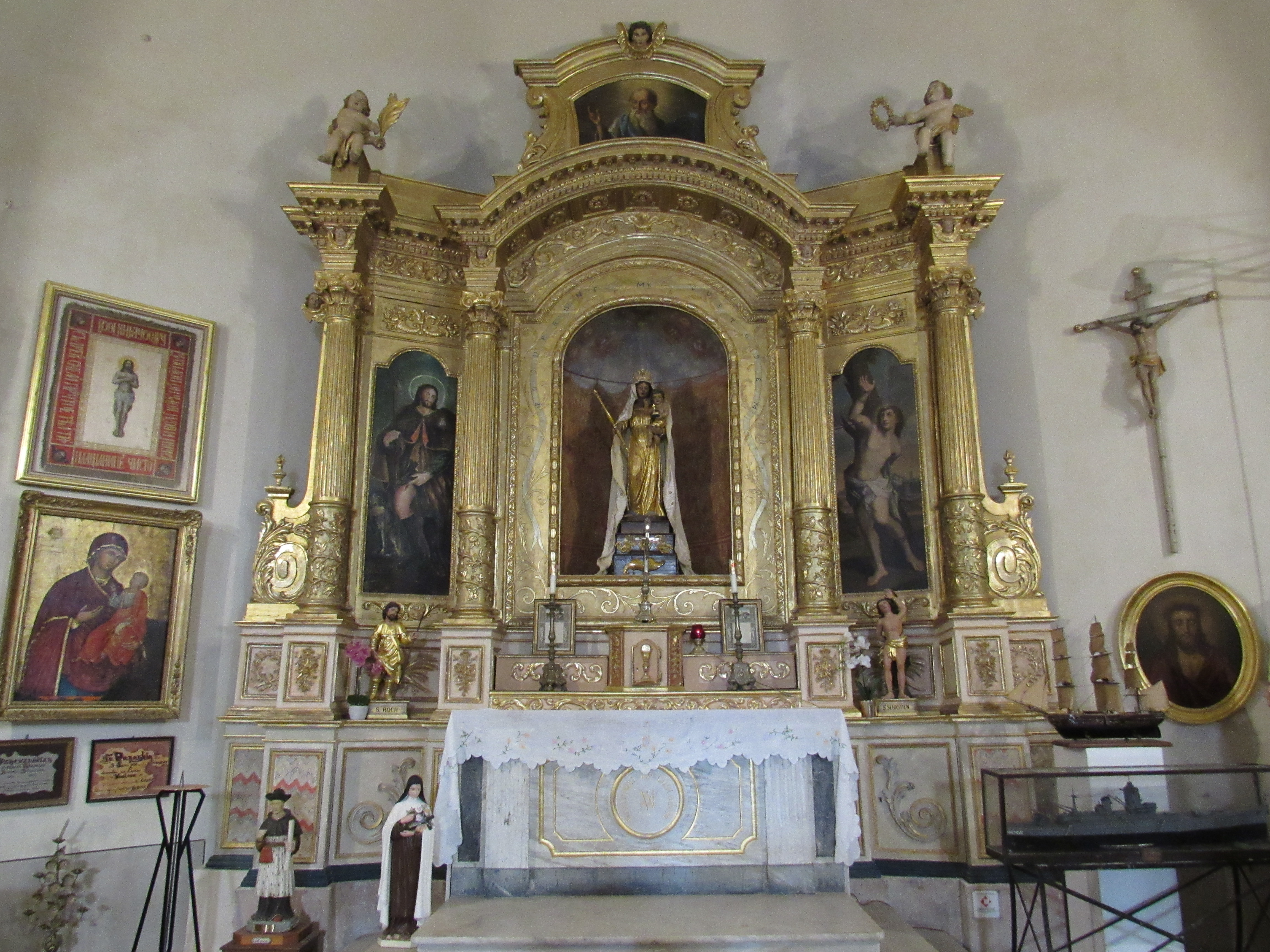
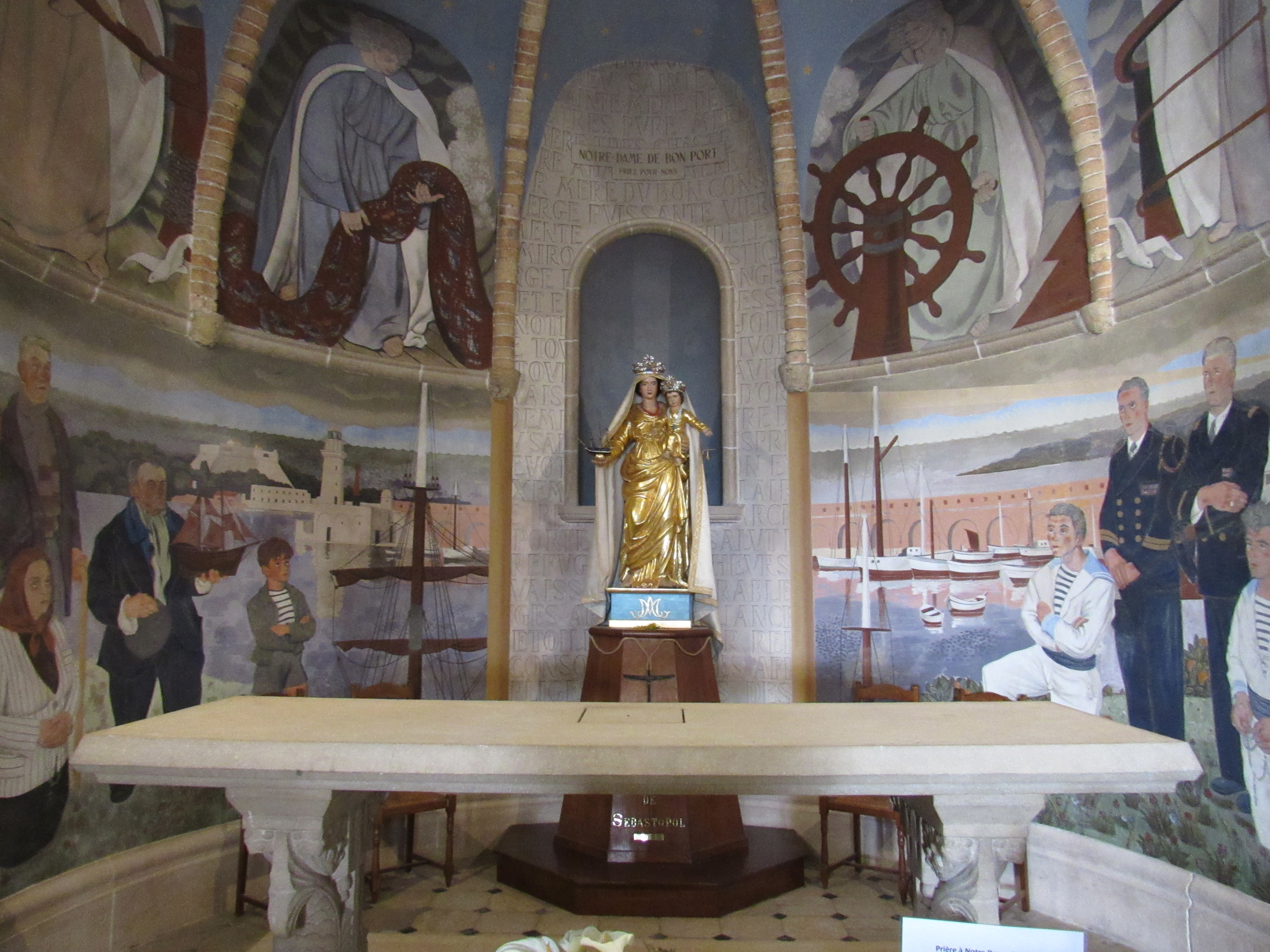

## Intérieur

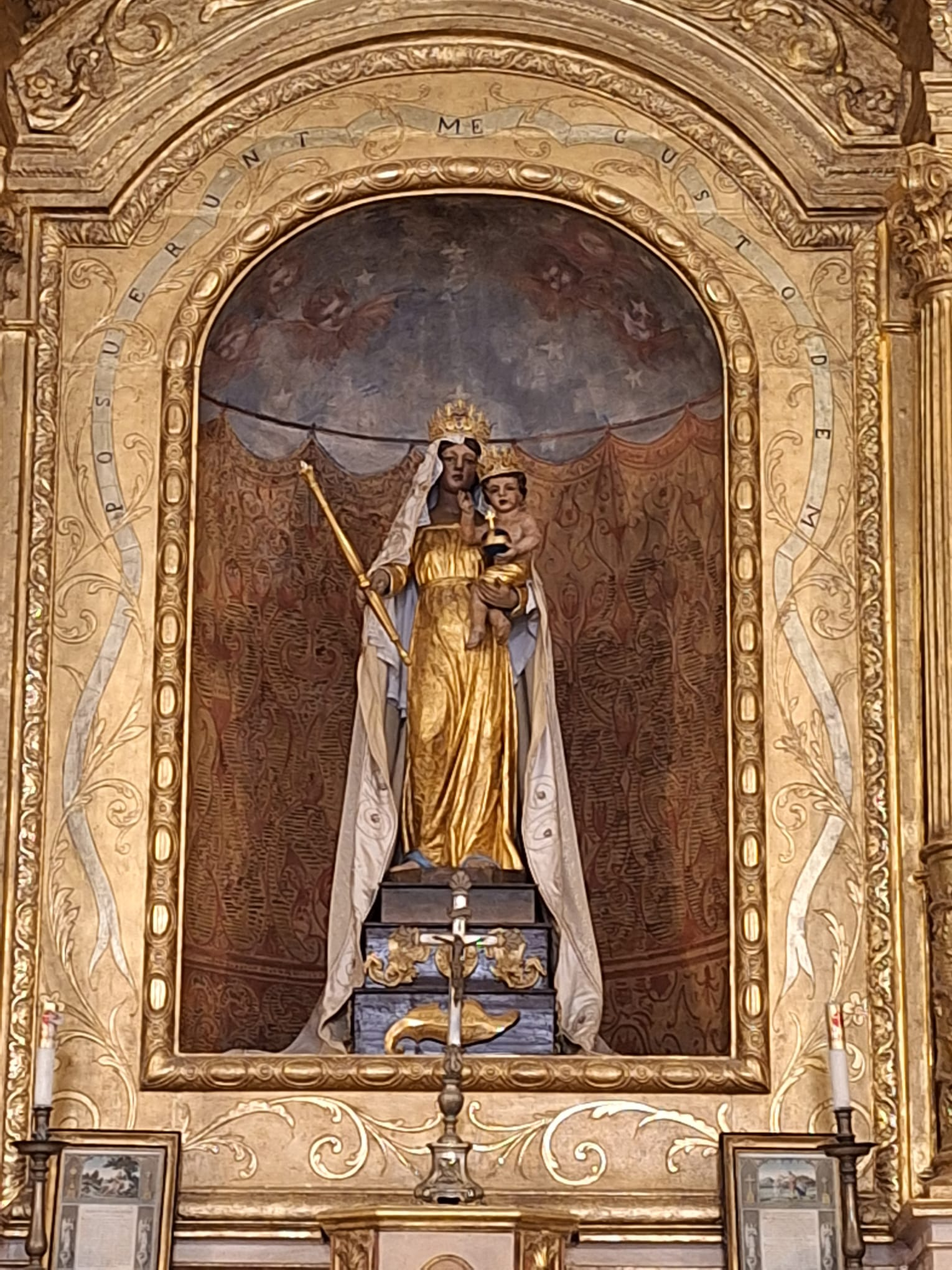
Notre-Dame de la Garde, située dans la nef droite, entourée de son retable richement orné.

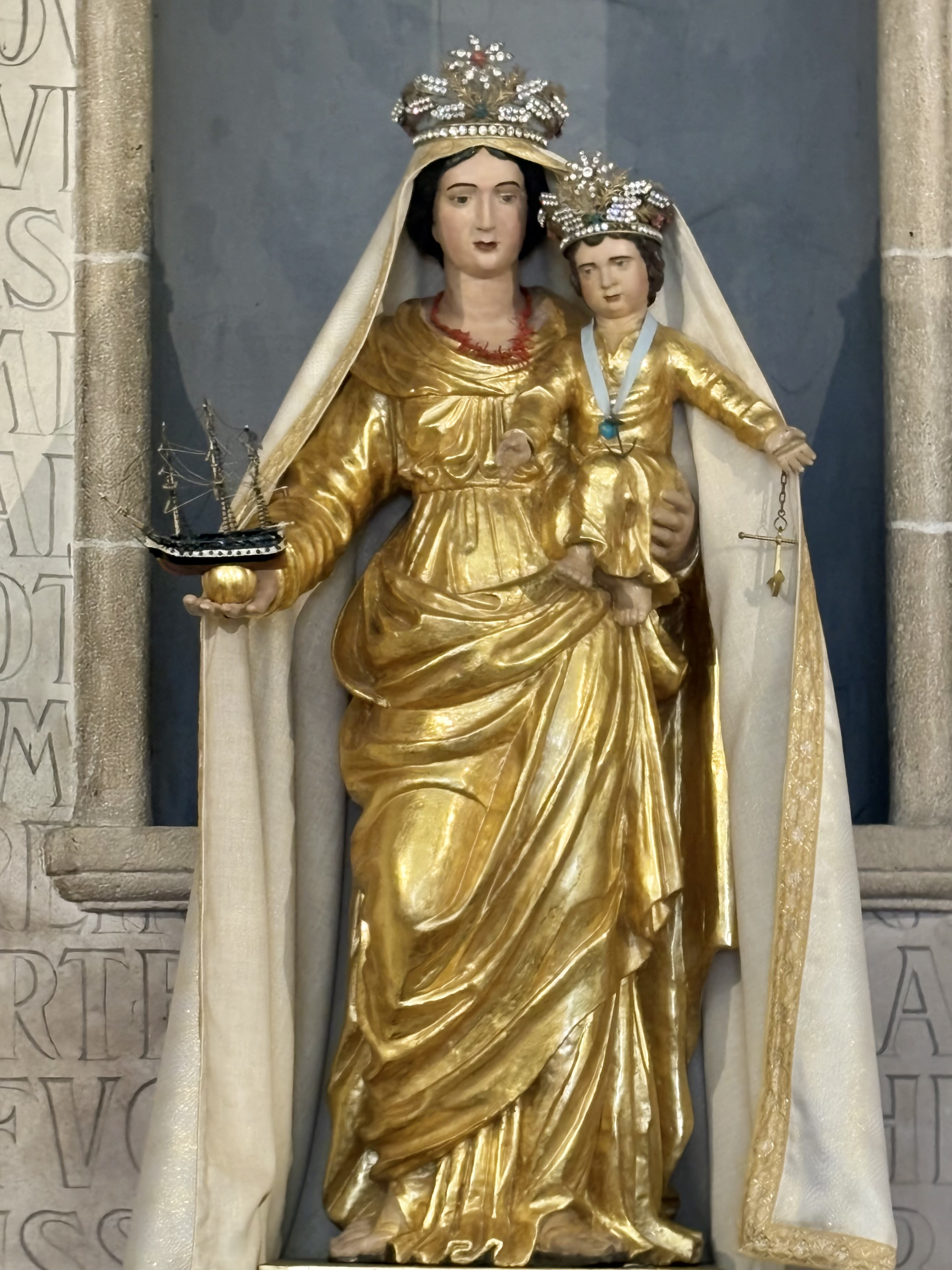
Notre Dame de Bon Port dans la nef gauche de l'église. Elle porte un trois-mâts dans sa main droite.

L'église a la particularité d'abriter deux madones dans ses deux nefs : la nef de droite est dédiée à Notre-Dame de la Garde, dont la statue trône au milieu d'un retable richement décoré en or ; la nef de gauche est dédiée à Notre-Dame de Bon Port, patronne des marins d'Antibes, dont la statue tient dans sa main droite un trois-mâts. Elle est taillée dans le tronc d'un figuier.
Deux fresques les décorent, l'une de Léopold Édouard Collin de 1948 et l'autre de Jacques-Henri Clergues achevée en 1953. Celle-ci remémore le passage du pape Grégoire XI à Antibes en 1376 et le don de René de Savoie. Le chœur est paré d'un retable exécuté en 1710 par le sculpteur antibois Joseph Dolle et restauré en 2017 grâce à une souscription populaire lancée par l’association Les Amis de la chapelle de la Garoup. À ce titre, la ville s'est vue récompensé d'un Rubans du Patrimoine. Auparavant, c'est l'ensemble de l'église qui a bénéficié d'une réfection après deux ans de travaux. Mgr André Marceau, évêque de Nice l'a bénit le 10 juillet 2016.

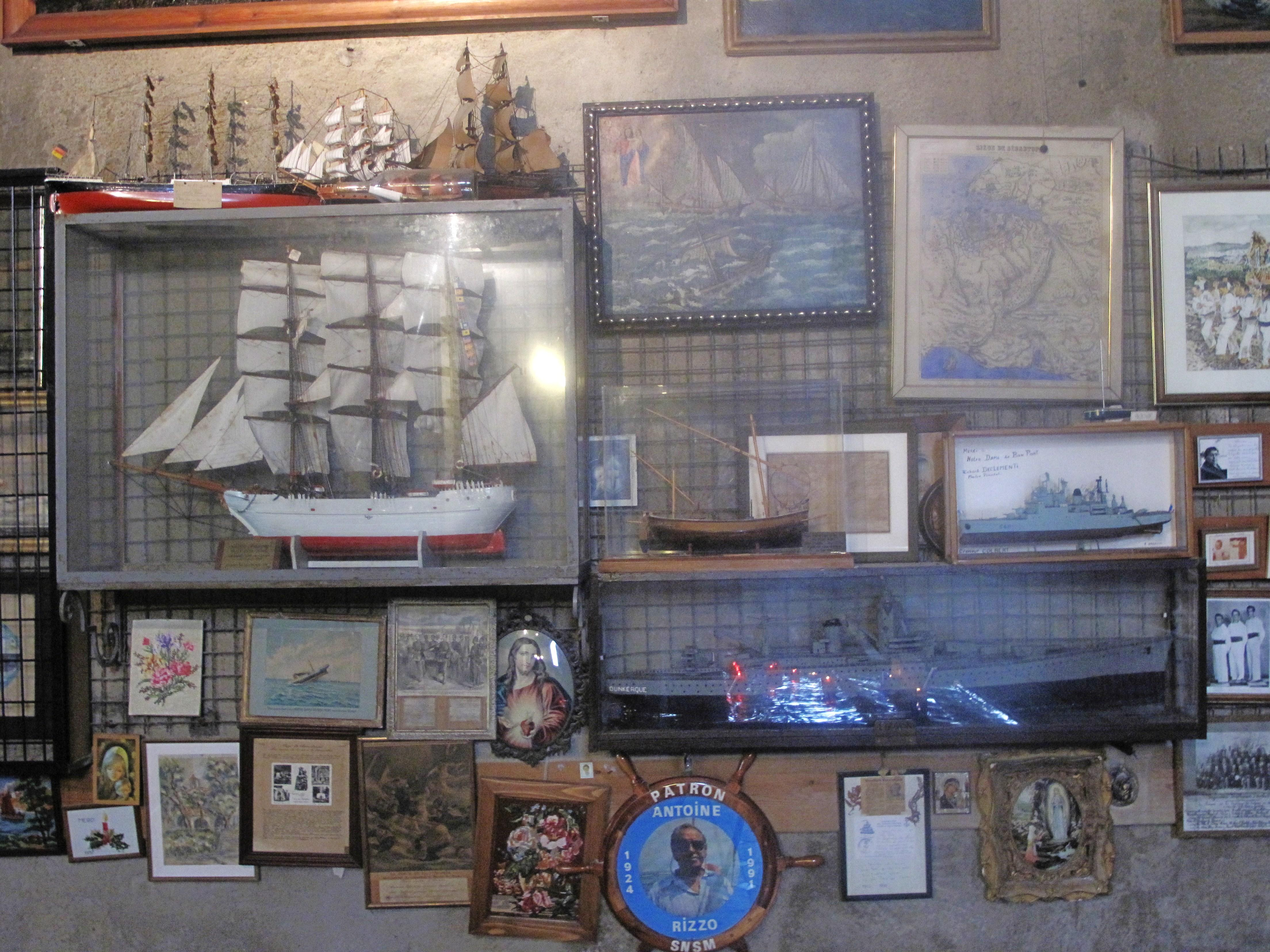
Quelques ex-votos

À peu près 300 ex-voto sont disposés sur les murs et dans l'église, dont le plus ancien date de 1506. Ils remercient Notre-Dame de Bon Port pour son aide à survivre à des catastrophes telles que le naufrage et la peste ainsi que, dans un cas, pour avoir aidé un bagnard à s'échapper du bagne et à refaire sa vie aux Antilles.
À noter également, une peinture de l'Assomption de l'école de Bréa, une icône byzantine de 1575 et des objets recueillis durant le siège de Sébastopol.
Contrairement à de nombreuses églises en France, Notre Dame de la Garoupe a été épargnée par le vandalisme des révolutionnaires pendant la Révolution française. 

## Sanctuaire
L’église abrite le sanctuaire de Notre-Dame de Bon-Port protectrice d'Antibes Juan-les-Pins et associée à la Corporation des Marins d'Antibes. Chaque année, une fête rappelle et sollicite les protections que la Vierge offre aux marins depuis qu'au XVIe siècle son invocation a chassé la peste bubonique d'Antibes.
Traditionnellement, sa statue sculptée dans le tronc d'un figuier est  descendue en procession par des marins à la cathédrale d’Antibes le 1er jeudi du mois de juillet par le chemin du calvaire. Selon la coutume, les marins sont pieds nus et portent leur tenue traditionnelle bleue et blanche. La statue est remontée le dimanche suivant.
Quant aux premiers pèlerinages, ils remontent aux environs de l'an mille, et le millénaire a été célébré en 1981.

Quelques ex-votos offerts à Notre-Dame de Bon-Port
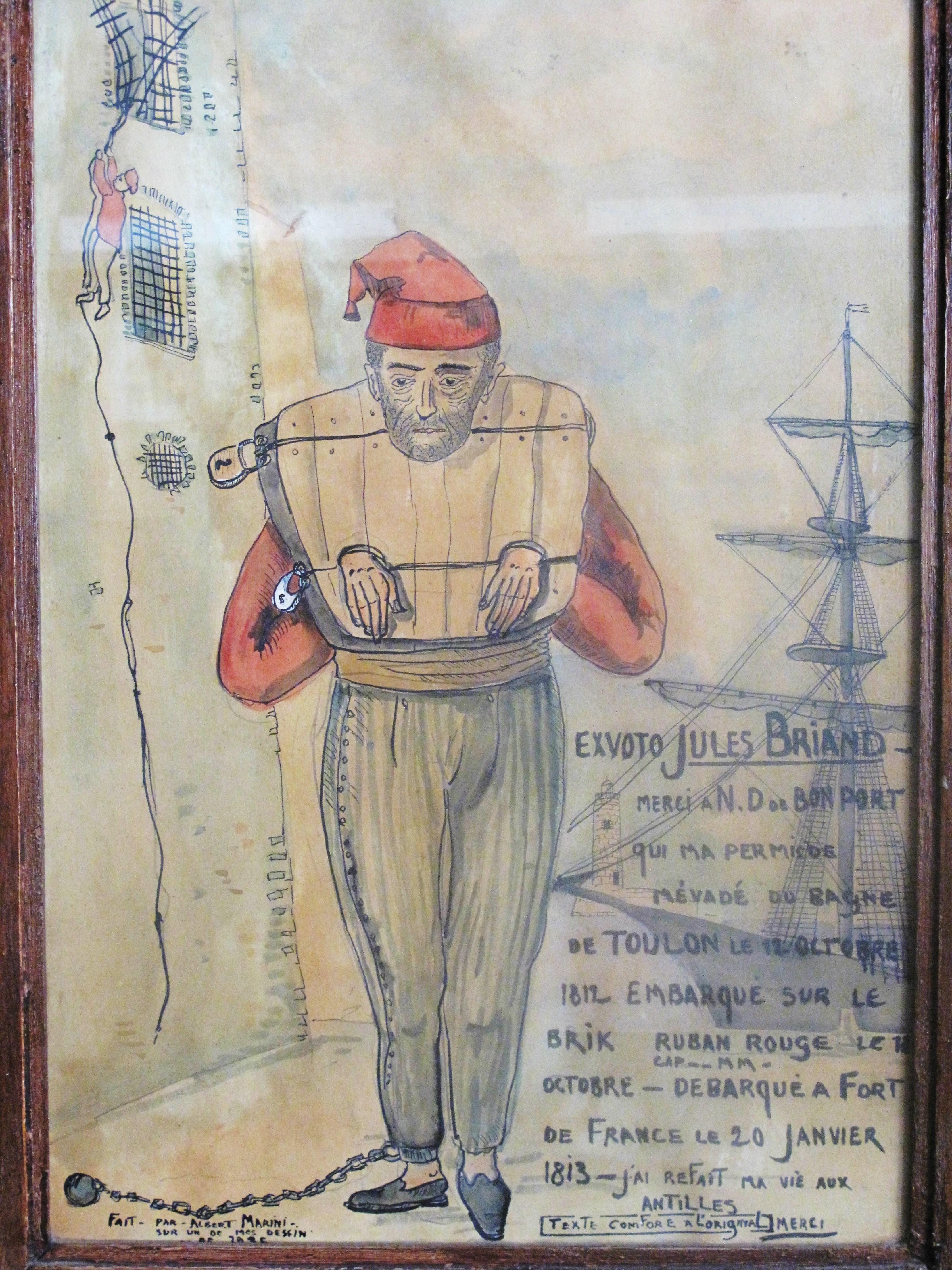
Ex-voto de Jules Briand, évadé de la bagne de Toulon en 1812 et qui a refait sa vie aux Antilles. Il remercie Notre-Dame de Bon-Port.
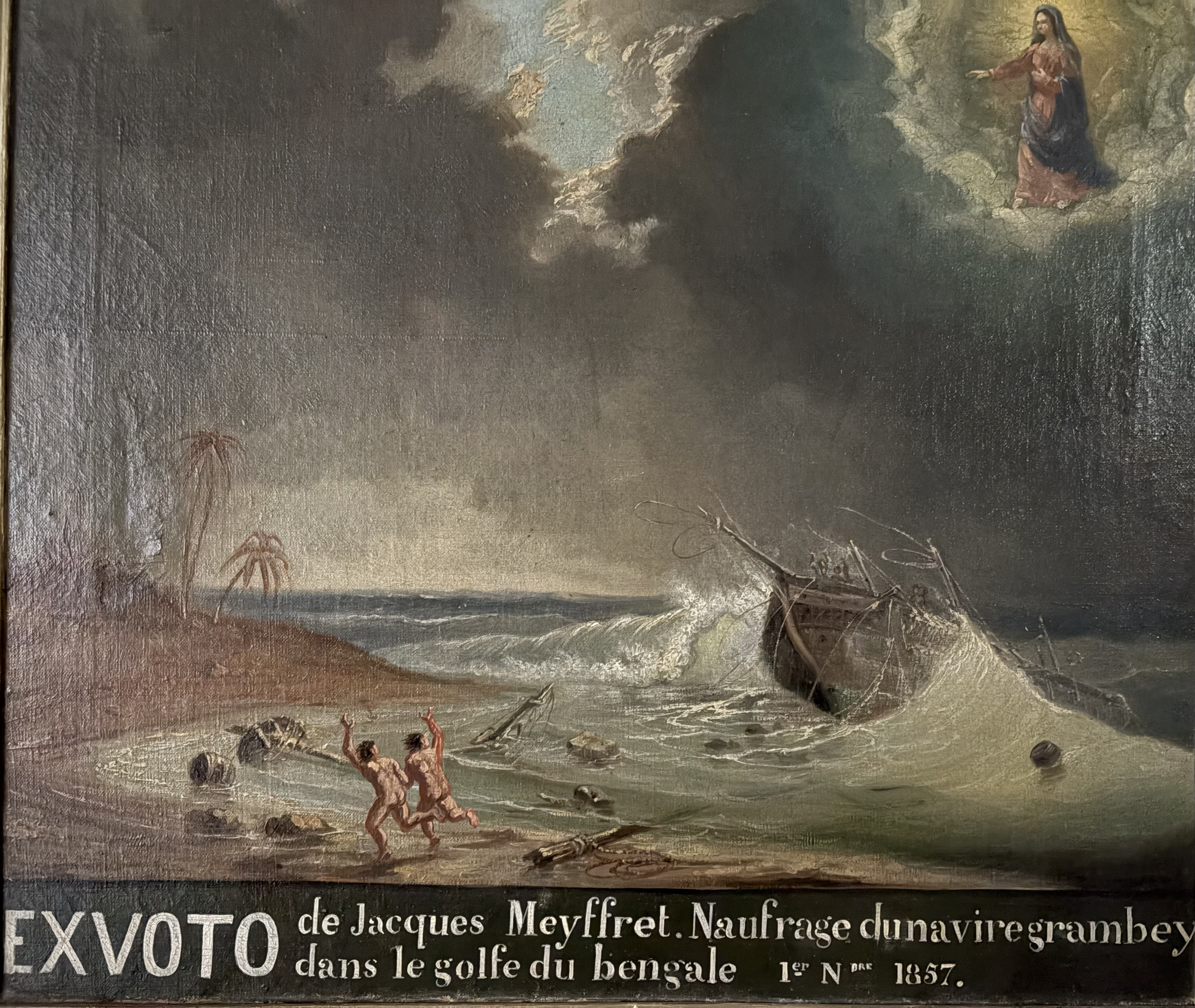
Ex-voto remerciant Notre-Dame de Bon-Port pour son intervention lors d'un naufrage dans le golfe du Bengale en 1857
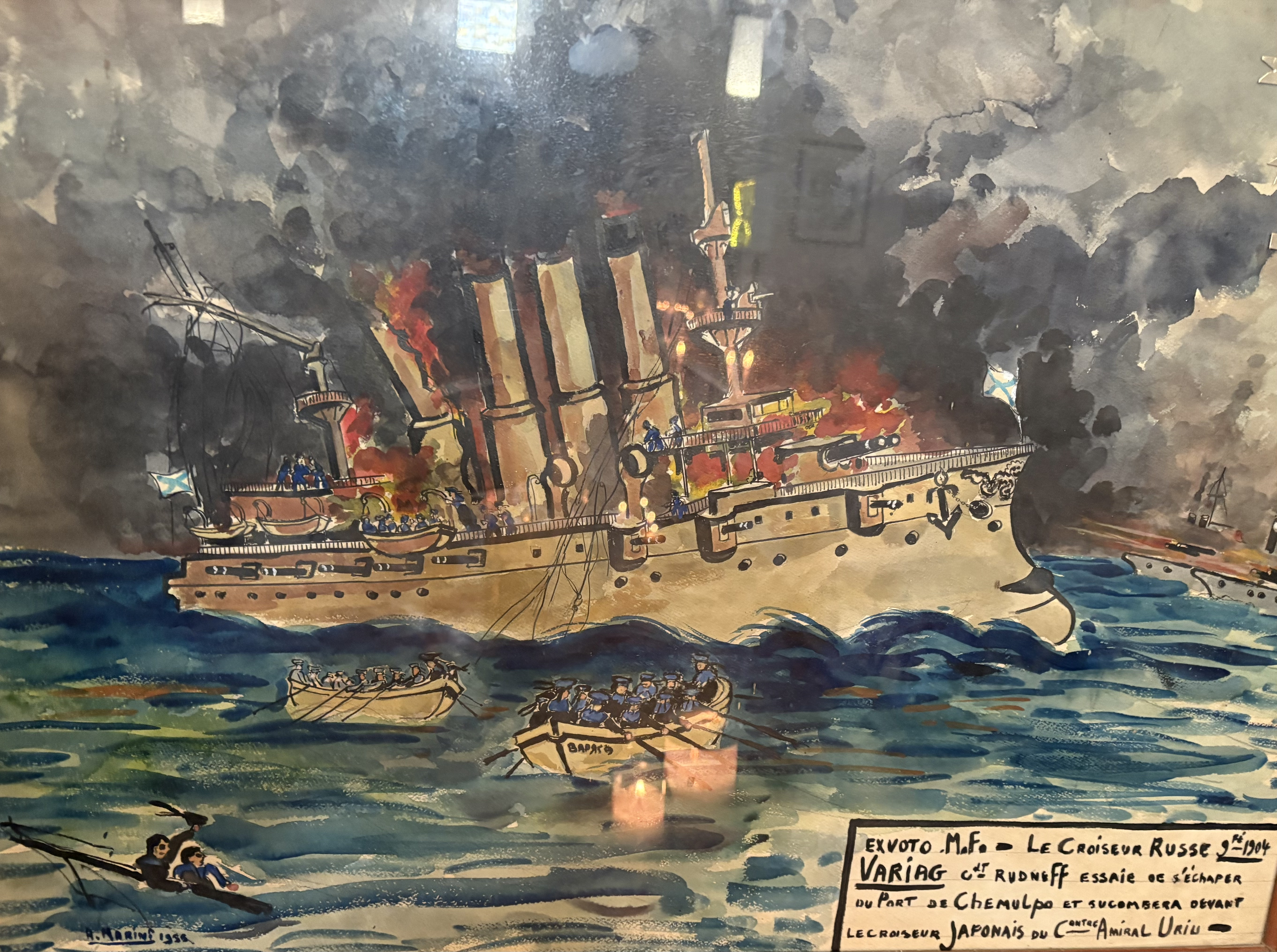
Naufrage du cuirassé Varyag dans la baie de Chemulpo pendant la guerre russo-japonaise en 1904. Un survivant rend grâce à Notre-Dame de Bon-Port.
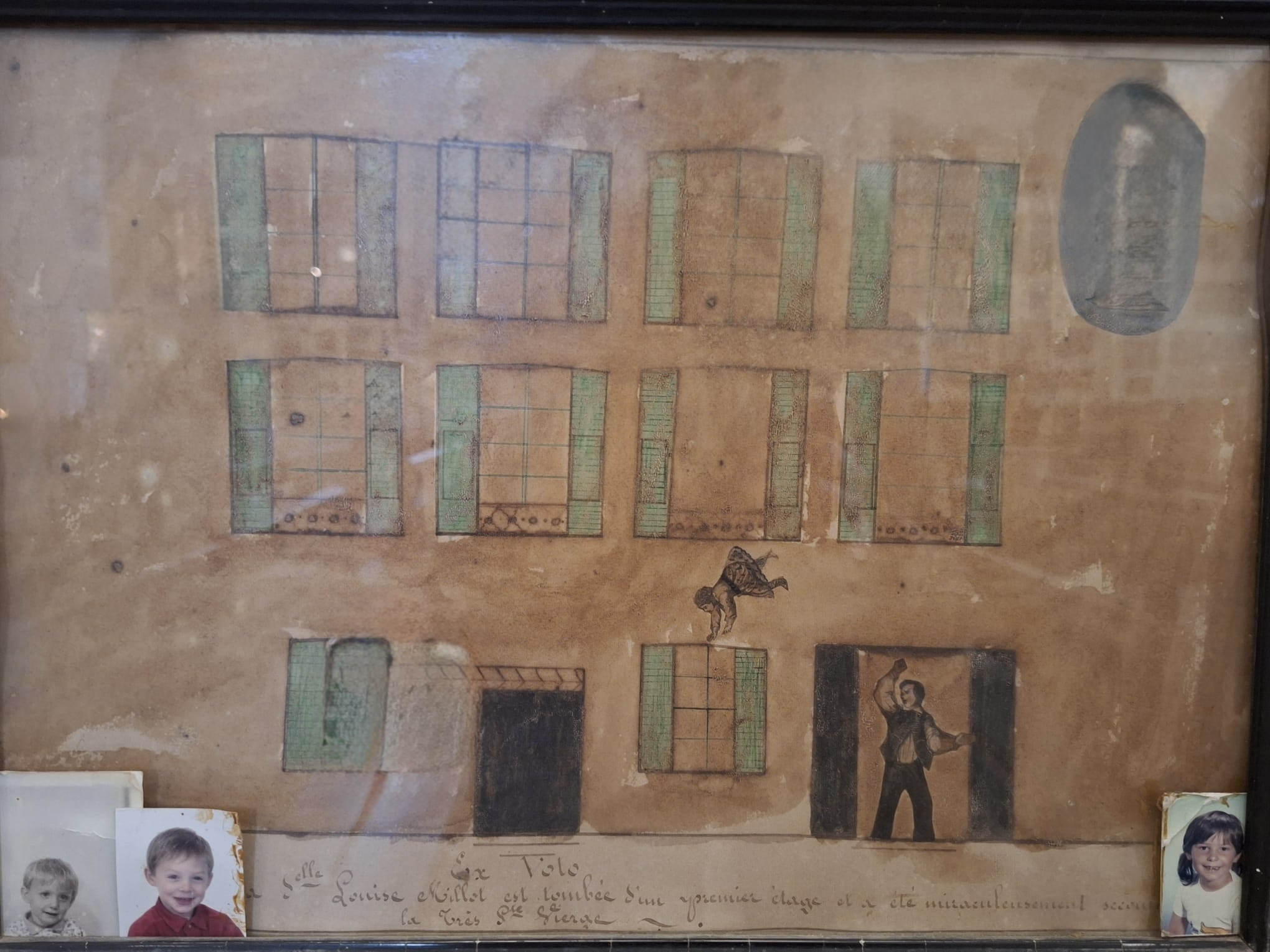
Ex-voto remerciant la Vierge Marie d'avoir sauvé une petite fille d'une chute du premier étage d'un immeuble
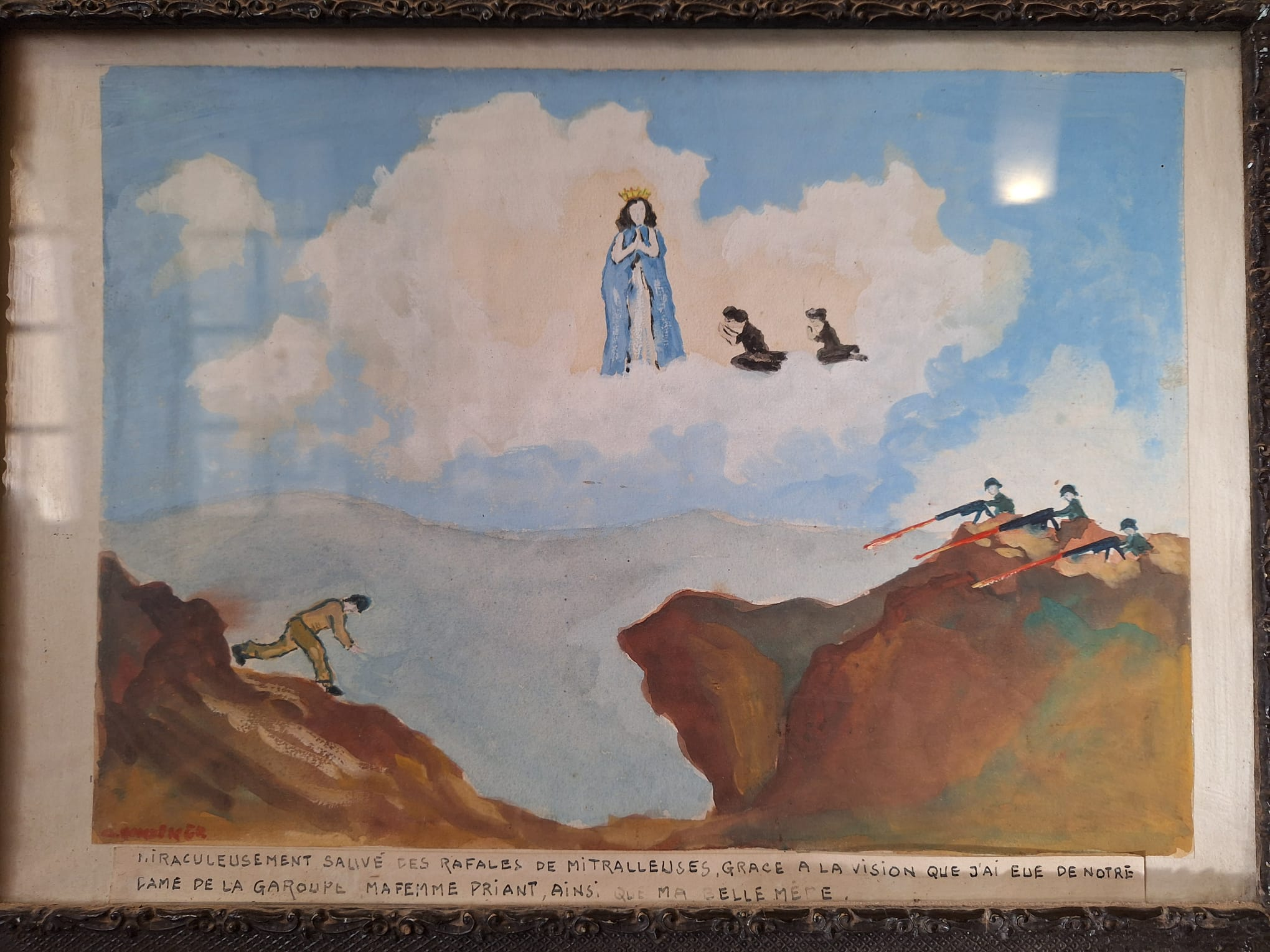
Ex-voto offert par un soldat à Notre Dame de la Garoupe. Il la remercie, ainsi que son épouse et sa belle-mère, dont la prière à Notre Dame l'a sauvé d’une rafale de  mitraillettes.